# 크리스토퍼 이건
크리스토퍼 이건(Christopher Egan, 1984년 6월 29일 ~ )은 오스트레일리아의 배우이다.

## 출연 작품

### 영화
- 레터스 투 줄리엣 - 찰리 역
- 도미니언

### 드라마
- 도미니언 (Syfy)